# MICHAEL
MICHAEL е абревиатура от Multilingual Inventory of Cultural Heritage in Europe – ‘Многоезичен опис на културното наследство в Европа’. Уебпорталът, създаден по този международен европейски проект, предлага лесен и бърз достъп до дигиталните колекции на музеи, библиотеки и архиви в различни европейски страни.

## Описание
MICHAEL представлява каталог на колекции от дигитализирани предмети на културното наследство предимно от музеи, библиотеки и архиви. В него се описват всякакви видове предмети от подобно естество: от една страна дигитализирани снимки, архивни документи, карти, експонати и археологически паметници, а от друга – аудио- и видеозаписи и научна информация.
Колекциите обикновено се описват от служители в съответните културни институции, а в някои случаи – от каталогизатори, които работят за местна културна организация. Записите, които се въвеждат в този дигитален каталог, включват подробно описание на следните особености на описваните предмети: материал, тема, важни личности или събития, с които са свързани, кой поддържа инсталацията; повечето източници са достъпни онлайн.
Крайната цел на MICHAEL е да осигури каталог за дигитална библиотека от европейския културен сектор.

## Национални и общоевропейски уебпортали
Каталогът на MICHAEL е достъпен чрез общоевропейски портал, който обединява каталози, разработени от страните-членки на ЕС, участващи в проекта. Информационната услуга MICHAEL предоставя данни от три национални портала във Франция, Италия и Великобритания. Нови 13 страни – между които и България – са се присъединили към проекта и през 2008 г. те също ще предоставят свои каталози за ползване.
Всяка страна разработва свой собствен национален портал, описващ колекции, които се пазят в местни културни институции.

## Администрация
Проект MICHAEL се финансира от програма на Европейската общност (eTEN-programme). Началото му е поставено през 2004 г., когато участват три страни: Франция, Италия и Великобритания. През 2006 г. се включват още 11 европейски държави: Чехия, Финландия, Германия, Гърция, Унгария, Малта, Холандия, Полша, Португалия, Испания и Швеция. Най-скоро се присъединиха Белгия, Естония и България.
През юни 2007 г. беше основана организация с некомерсиална цел – MICHAEL-Culture AISBL – за да развива европейската информационна услуга MICHAEL.